# サン・ジョヴァンニ・スエルジュ
サン・ジョヴァンニ・スエルジュ（イタリア語: San Giovanni Suergiu）は、イタリア共和国サルデーニャ州南サルデーニャ県にある、人口約6,000人の基礎自治体（コムーネ）。

## 地理

### 位置・広がり

#### 隣接コムーネ
隣接するコムーネは以下の通り。
- カルボーニア
- ジーバ
- ポルトスクーゾ
- サンタンティーオコ
- トラタリーアス

## 行政

### 分離集落
サン・ジョヴァンニ・スエルジュには、以下の分離集落（フラツィオーネ）がある。
- Bruncuteula (condivisa con il comune di Portoscuso), Matzaccara, Is Urigus, Palmas